# Ken Kotyk
Ken Kotyk, né le 7 février 1981 est un pousseur de bobsleigh canadien.

## Palmarès

### Championnat du monde de bobsleigh
- : Médaillé d'argent en bob à 4 aux championnats monde de 2007.
- : médaillé de bronze en bob à 4 aux championnats monde de 2005.